# ハルハ川
ハルハ川（ハルハがわ、蒙: Халх гол ハルフ・ゴル、中: 哈拉哈河、拼音: hālāhā hé）は、モンゴル高原の北東部を流れる川で、モンゴル国東部と中華人民共和国内蒙古自治区北東部の国境附近を流れる川。ハルヒーン・ゴル (モンゴル語: Халхын гол) ともいう。ハルフとはモンゴル語で隔てるもの（屏障）を意味し、西岸が東岸より高いため、東岸から見ると対岸が長い障壁のように立ちはだかることからきている 。
源流は大興安嶺にあり、森林地帯を出て内蒙古自治区北東部フルンボイル市の草原を流れたあとモンゴル国のドルノド県に入り、やがて両国の境界線を湿地帯を形成し蛇行しながら流れる。 途中でハイラースティーン河（楡の河、日本側の記録では「ホルステン河」）が合流する。
下流は二つに分かれており、一つはボイル湖（貝爾湖）の北西に流入し、そのすぐ北から烏爾遜河（モンゴル語: Орчун гол、Orchun Gol）が流出してフルン湖（フルン・ノール、呼倫湖）へ続く。もう一つはシャリルジーン・ゴル (モンゴル語: Шарилжийн гол) といい、ボイル湖に入らず直接烏爾遜河に合流している。
ハルハ川周辺は南モンゴルと北モンゴルの境界であるが、モンゴル人民共和国と満洲国の間では国境の正確な位置を巡って争いがあり、1939年8月には大日本帝国陸軍（関東軍）・満洲国軍とモンゴル人民共和国軍・ソビエト労農赤軍の間で戦闘が起こった（ノモンハン事件、ハルハ河戦争）。